# Incilius campbelli
Incilius campbelli е вид земноводно от семейство Крастави жаби (Bufonidae). Видът е почти застрашен от изчезване.

## Разпространение
Разпространен е в Белиз, Гватемала и Хондурас.